# Batman - Daredevil
Batman - Daredevil (Batman - Daredevil: King of New York) est un comics américain mettant en scène Batman, propriété de DC Comics et Daredevil, propriété de Marvel Comics. Ce crossover est réalisé par Alan Grant (scénario) et Eduardo Barreto (dessin).

## Synopsis
Lors de sa patrouille de routine Batman rencontre Daredevil poursuivant Catwoman. Celui-ci l’informe que la reine des voleuses a chapardé des informations top secret au Caïd. Afin de savoir ce qui se trame les deux héros décident de faire équipe.

## Personnages
- Batman/Bruce Wayne
- Daredevil

## Éditions
- 1999 : Batman - Daredevil: King of New York (DC Comics et Marvel Comics)
- 2000 : Batman - Daredevil (Semic, collection Batman Hors Série).